# La Peste (film, 1992)
Pour les articles homonymes, voir La Peste et Peste (homonymie).
Pour la mini-série d'anticipation, voir La Peste (série télévisée).
Pour plus de détails, voir Fiche technique et Distribution.
La Peste (titre anglais : The Plague) est un film argentino franco britannique réalisé par Luis Puenzo et sorti en 1992. 

## Synopsis
Deux journalistes français se retrouvent dans un port en Argentine au moment où une épidémie de peste impose une mise en quarantaine.

## Fiche technique
- Titre anglais : The Plague
- Réalisation : Luis Puenzo
- Scénario : Luis Puenzo d'après La Peste d'Albert Camus
- Photographie : Félix Monti
- Musique : 115 ou 122 minutes
- Montage : Juan Carlos Macías
- Dates de sortie :
  - France : 26 août 1992
  - Argentine : 2 septembre 1993

## Distribution
- William Hurt : Docteur Bernard Rieux
- Sandrine Bonnaire : Martine Rambert
- Jean-Marc Barr : Jean Tarrou
- Robert Duvall : Joseph Grand
- Raul Julia : Cottard
- Victoria Tennant : Alicia Rieux
- Norman Erlich : Dr. Castel